# Alena Dernerová
Alena Dernerová (* 13. září 1958 Kopisty) je česká politička a lékařka, v letech 2010 až 2016 a 2017 až 2022 senátorka za obvod č. 4 – Most, v období 2012 až 2016 a opět v letech 2020 až 2024 zastupitelka Ústeckého kraje, od roku 2002 zastupitelka města Most a od listopadu 2022 předsedkyně strany Spojení demokraté – Sdružení nezávislých.

## Vzdělání, profese a rodina
Po maturitě na mosteckém gymnáziu vystudovala Fakultu dětského lékařství Univerzity Karlovy v Praze. Po promoci začala pracovat jako sekundární lékařka na dětském oddělení mostecké nemocnice. Atestaci absolvovala v oboru dětská neurologie.
Alena Dernerová upozornila v roce 2009 na nepřiměřeně vysoké ceny rentgenů a dalších zdravotnických zařízení, které nakoupila společnost Krajská zdravotní v Ústeckém kraji v rámci modernizace nemocniční sítě z evropských dotací. Se svými pochybami o hospodárném nakládání s penězi obrátila na ministerstvo financí, protikorupční službu v Bruselu i poslance z kontrolního výboru Parlamentu České republiky. Ústecký kraj reagoval žalobou z dílny Marie Benešové, ve které Dernerovou vinila z poškození dobrého jména společnosti Krajská zdravotní. Žaloba byla stažena poté, co audit ministerstva financí ukázal, že nákup zdravotní techniky skutečně o třetinu předražila, a Brusel zažádal o navrácení více než sto milionů korun.
V roce 2010 obdržela Cenu Františka Kriegla za občanskou statečnost od Nadace Charty 77 a za rok 2009 Cenu Lékařského odborového svazu a České lékařské komory za statečnost.

## Politická kariéra
Od roku 2002 zasedá v zastupitelstvu města Mostu, kam byla v letech 2002 a 2006 zvolena za SNK Sdružení nezávislých a ve volbách 2010 za občanské sdružení Mostečané Mostu.
Ve volbách 2008 kandidovala za hnutí Severočeši.cz do zastupitelstva Ústeckého kraje, ale z 27. místa nebyla zvolena. V dalších krajských volbách v roce 2012 kandidovala opět za hnutí Severočeši.cz na nevolitelném 55. místě, díky preferenčním hlasům se však do zastupitelstva Ústeckého kraje dostala. Ve volbách v roce 2016 nemohla mandát krajské zastupitelky obhájit, jelikož byla kandidátka hnutí Severočeši.cz, za něž kandidovala, týden před volbami stažena za rozporuplných okolností.
Ve volbách 2010 se stala senátorkou Parlamentu ČR, když v obou kolech porazila kandidáta ČSSD Zdeňka Brabce.
V komunálních volbách v roce 2014 obhájila post zastupitelky města Mostu jako nestraník na kandidátce subjektu "Severočeši Most " (v rámci kandidátky získala nejvíc preferenčních hlasů).
Ve volbách do Senátu PČR v roce 2016 obhajovala jako nestraník za hnutí Severočeši.cz mandát v obvodu č. 4 – Most. Dne 29. září 2016, týden před prvním kolem senátních voleb, podala zmocněnkyně hnutí a zároveň jeho 1. místopředsedkyně Hana Jeníčková návrh na vyškrtnutí Dernerové ze seznamu kandidátů. Mostecký magistrát však návrh nepřijal. V prvním kole získala 36,66 % hlasů a postoupila z prvního místa do druhého kola, v němž porazila poměrem hlasů 70,81 % : 29,18 % kandidáta České strany sociálně demokratické Jiřího Šlégra. Mandát senátorky se jí tak podařilo obhájit. Avšak Nejvyšší správní soud 10. listopadu 2016 rozhodl, že senátní volby jsou v obvodu č. 4 – Most neplatné a budou se opakovat včetně fáze přihlašování kandidátů.
V opakovaných volbách do Senátu PČR v lednu 2017 kandidovala jako nestranička za stranu Spojení demokraté – sdružení nezávislých. Odmítla tak nabídku ANO 2011, aby kandidovala za něj (v minulém volebním období přitom byla členkou Senátorského klubu ANO + Severočeši.cz). Získala 54,90 % hlasů a byla tak hned v prvním kole zvolena senátorkou. V říjnu 2018 vstoupila do senátorského klubu Starostové a nezávislí.
V komunálních volbách v roce 2018 pak obhájila post zastupitelky města Mostu, když kandidovala jako nestranička za hnutí ProMOST. V krajských volbách v roce 2020 byla zvolena jako nestranička za hnutí STAN zastupitelkou Ústeckého kraje. V krajských volbách v roce 2024 se jí mandát krajské zastupitelky obhájit nepodařilo.
Ve volbách do Senátu PČR v roce 2022 obhajovala mandát senátorky jako nestranička za SD–SN v obvodu č. 4 – Most. V prvním kole skončila druhá s podílem hlasů 31,36 %, a postoupila tak do druhého kola, v němž se utkala s kandidátem hnutí ProMOST Janem Paparegou. V něm však prohrála poměrem hlasů 41,20 % : 58,79 %, a mandát senátorky se jí tak nepodařilo obhájit.
V komunálních volbách v roce 2022 znovu kandidovala do zastupitelstva Mostu, tentokrát však jako nezávislá z 2. místa kandidátky subjektu „ODS a NEZÁVISLÍ“. Mandát zastupitelky se jí podařilo obhájit, vlivem preferenčních hlasů skončila první.
V listopadu 2022 se stala předsedkyní SD-SN.
Ve sněmovních volbách v roce 2025 kandiduje na kandidátní listině hnutí Stačilo! v Ústeckém kraji.